# Legion of Boom
Legion of Boom es el tercer álbum de estudio oficial de la banda estadounidense The Crystal Method. El álbum es una mezcla de diferentes géneros, como el bruto "True Grit", a la enjuta canción de rock de guitarra "Born Too Slow". Legion of Boom contiene voz de la actriz Milla Jovovich y la cantante de plomo Kyuss John García. El álbum también contiene riffs de guitarra cortesía de Limp Bizkit guitarrista Wes Borland (que también coprodujo tres temas) y el talento vocal de beatboxer Rahzel. Su título es probablemente una referencia al equipo de supervillano Legion of Doom.
Una versión editada de "Born Too Slow" fue incluida en la banda sonora de los videojuegos Need for Speed: Underground y Donkey Konga 2. La canción "I Know It's You" fue utilizado en el episodio piloto del programa de televisión Numb3rs. Además, la canción "Bound Too Long" fue incluida en la banda sonora de la película Cursed, y "Starting Over" se utilizó en un episodio de Alias el programa de televisión y un episodio de CSI: Crime Scene Investigation. Una versión diferente de "Weapons of Mass Distortion", rebautizada como "Armas de Mad Distortion", fue usado en la película Blade: Trinity.
El diseño del álbum no es completamente normal. A diferencia de la mayoría de los diseños de los álbumes, las pistas de Legión se enumeran en la parte frontal de la caja, en lugar de en la espalda, con el álbum de arte colocados en la carátula trasera.
Este álbum contiene también el momento solo se conocen bien los miembros de The Crystal Method han dado voz para una canción. La canción que presenta este es "I Know It's You", que tiene Ken Jordan de cantar MTC a través de un vocoder.
El álbum fue nominado para un Grammy en la "Best Electronica/Dance Album" en la categoría de 2005, el primer año que cualquier premio fue entregado para esa categoría.

## Lista de canciones
1. "Starting Over" – 4:01
2. "Born Too Slow" – 2:59
3. "True Grit" – 5:06
4. "The American Way" – 4:26
5. "I Know It's You" – 5:48
6. "Realizer" – 3:48
7. "Broken Glass" – 3:55
8. "Weapons of Mass Distortion" – 4:50
9. "Bound Too Long" – 6:23
10. "Acetone" – 5:15
11. "High and Low" – 5:23
12. "Wide Open" – 7:23

- Temas 1, 4, y 10 voces de Rahzel.
- Tema 2 vocales por John García.
- canción 5 vocales por Milla Jovovich y Ken Jordan (a través de un vocoder).
- Voces Temas 6 y 11 por Lisa Kekaula.
- Voces Temas 9 y 12 por Hanifah Walidah.
- Temas 2, 7, y 8 guitarras de Wes Borland.
- Tema 6 guitarras de Jon Brion.
- Tema 4 rascarse por DJ Swamp.